# امبریزنتان
اَمبری‌زنتان (انگلیسی: Ambrisentan) که با نام‌های تجاری پولمونکست، لتائیریس و وُلیبریس هم شناخته می‌شود، دارویی است که برای درمان پرفشاری ریوی بکار می‌رود.
این دارو یک آنتاگونیست گیرنده اندوتلین است که برای گیرندهٔ نوع A آن (ETA) اختصاصی عمل می‌کند.
امبریزنتان توسط «سازمان غذا و دارو» و «آژانس دارویی اروپا» به عنوان داروی کم‌کاربرد، در درمان پرفشاری ریوی مورد پذیرش قرار گرفته‌است.
مصرف امبریزنتان در دوران بارداری اثرات سوئی بر جنین خواهد داشت. از اثرات مضر دیگر آن، آسیب کبدی است. در ایالات متحده آمریکا، هم پزشکان و هم مصرف‌کنندگان آن، باید در دوره‌های آموزشی خاصی به نام «LEAP» شرکت کنند تا با عوارض دارو آشنا شوند. این دارو تنها در داروخانه‌های تخصصی عرضه می‌شود.